# Francis Huster
Francis „Francisco” Huster (ur. 8 grudnia 1947 w Neuilly-sur-Seine) – francuski aktor, reżyser i scenarzysta filmowy, teatralny i telewizyjny.

## Życiorys

### Wczesne lata
Syn Toscane Hustera, dyrektora handlowego komercyjnych produkcji Lancia, i Elisy, właścicielki pracowni krawieckiej (rodzice rozwiedli się po 38 latach małżeństwa), wychowywany był wraz ze starszym bratem Jean-Pierre'em, nazywanym także „JP” (ur. 1944) i młodszą o 15 miesięcy siostrą Muriel (ur. 1949). Jego ojciec, często nieobecny, chciał, by Francis był mistrzem roweru, motocykla, piłki nożnej lub narciarstwa. Francis rozważał zawód chirurga, którym był jego wuj Albert. Jego babka Rose Ruchli ze strony matki pochodziła z Polski, jej mąż Mathis miał pochodzenie rosyjskie; dziadkowie przybyli do Paryża tuż przed wojną. To z powodu jego babki, prawdziwej pasjonatki filmu, został aktorem. Jego bohaterami ekranowymi byli John Wayne, Gary Cooper i Steve McQueen.
Francis był bardzo dobrym uczniem w szkole średniej Lycée Carnot w Paryżu. Uczęszczał do Conservatoire Municipal. W wieku piętnastu lat postanowił zostać aktorem i studiował sztukę dramatyczną w Cours Florent François i Rue Blanche. Kilka lat później, miał zostać nauczycielem we Florent. W roku 1968 rozpoczął naukę na Konserwatorium Narodowego/Conservatoire National d'Art dramatique.

### Kariera
W latach 1971–81 występował w słynnej Comédie Française, gdzie zagrał kilka ważnych ról romantycznych, takich jak Lorenzaccio Alfreda de Musseta, Don Juan i Guy Blas.
W 1970 zadebiutował na dużym ekranie w dramacie Upadek ojca Mouret (La Faute de l'abbé Mouret) jako tytułowy bohater Serge Mouret na podstawie powieści Émile Zoli. Wystąpił m.in. w komedii romantycznej Co robi wyrabia Dawid biegnąc? (Qu'est-ce qui fait courir David?, 1981) z Charles'em Aznavourem i Anouk Aimée, dramacie Serge'a Gainsbourga Równik (Équateur, 1983), filmie muzycznym Claude'a Leloucha Jedni i drudzy (Les Uns et les autres, 1983) z Fanny Ardant, Jamesem Caan i Geraldine Chaplin, dramacie Andrzeja Żuławskiego Kobieta publiczna (La Femme publique, 1984) z Valérie Kaprisky i Lambertem Wilsonem.
W 1986 roku wyreżyserował swój pierwszy film Na volé Charlie Spencer. Znaczną popularność zdobyła komedia Kolacja dla palantów (Le Dîner de cons, 1998).

### Życie prywatne
Był żonaty z brazylijsko-francuską aktorką Cristianą Réali (ur. 16 marca 1965 w São Paulo). Mają dwie córki - Elisę (ur. 4 maja 1998) i Toscane (ur. 20 marca 2003). Po 17 latach małżeństwa, w 2008 doszło do separacji i rozwodu. Od 2011 spotykał się z francuską modelką polskiego pochodzenia Gaią Weiss (ur. 30 sierpnia 1991), choć oboje zaprzeczają, że to był romans.

## Wybrana filmografia
| Rok  | Tytuł | Rola            |
| ---- | --- | --------------- |
| 1970 | Grzech księdza Mouret (La Faute de l'abbé Mouret)                                                                                 | Serge Mouret    |
| 1972 | Faustyna i piękne lato (Faustine et le Bel Été)                                                                                   | Joachim         |
| 1973 | Bardzo ładna i bardzo wesoła historia Colinota Trousse-Chemise (L'Histoire tres bonne et tres joyeuse de Colinot Trousse-Chemise) | Colinot         |
| 1973 | Skąpiec (L'Avare, film TV) | Cléante         |
| 1975 | Ondine (TV) | poeta           |
| 1976 | Światło (Lumière) | Thomas          |
| 1977 | Kolejny mężczyzna, kolejna kobieta (Un Autre homme, une autre chance)                                                             | Francis Leroy   |
| 1979 | Nastolatka (L'Adolescente) | Alexandre       |
| 1983 | Edith i Marcel (Édith et Marcel)                                                                                                  | Francis Roman   |
| 1983 | Jedni i drudzy (Les Uns et les autres)                                                                                            | Francis         |
| 1983 | Równik (Équateur) | Timar           |
| 1984 | Kobieta publiczna (La Femme publique)                                                                                             | Lucas Kessling  |
| 1985 | Parking | Orfeusz         |
| 1985 | Narwana miłość (L'amour braque)                                                                                                   | Leon            |
| 1990 | Są dni i księżyce (Il y a des jours... et des lunes)                                                                              | ksiądz          |
| 1996 | Kraina indygo (Terre indigo, serial TV)                                                                                           | Joseph Vallogne |
| 1998 | Kolacja dla palantów (Le Dîner de cons)                                                                                           | Juste Leblanc   |
| 2004 | Rola życia (Le Rôle de sa vie) | aktor           |
| 2004 | Horoskop śmierci (Zodiaque, serial TV)                                                                                            | Antoine Keller  |
| 2005 | Odwaga miłości (Le Courage d'aimer)                                                                                               | sceny usunięte  |
| 2005 | Sędzia (Le Juge, serial TV) | sędzia          |
| 2006 | Gabin intymnie (Gabin intime) | narrator        |
| 2006 | Horoskop śmierci 2 (Le Maître du Zodiaque, serial TV)                                                                             | Antoine Keller  |
| 2009 | Człowiek i jego pies (Un homme et son chien)                                                                                      | Robert          |